# Oshkosh All-Stars
Gli Oshkosh All-Stars furono una squadra professionistica di basket con sede a Oshkosh (Wisconsin), fondata da Lonnie Darling nel 1929 e scomparsa nel 1949.

## Storia
Nel palmarès della squadra figurano due titoli National Basketball League nel 1941 e nel 1942, oltre al successo nel World Professional Tournament del 1942.
Gli Oshkosh All-Stars nacquero come squadra non professionistica, ma nel 1937 entrarono a far parte della National Basketball League, rimanendovi fino al 1949.

## Stagioni
| Stagione | Lega | Denominazione     | V  | P  | %    | Piazzamento | Play-off           |
| -------- | ---- | ----------------- | -- | -- | ---- | ----------- | ------------------ |
| 1937-38  | NBL  | Oshkosh All-Stars | 12 | 2  | 85,7 | 1º          | Finale NBL         |
| 1938-39  | NBL  | Oshkosh All-Stars | 17 | 11 | 60,7 | 1º          | Finale NBL         |
| 1939-40  | NBL  | Oshkosh All-Stars | 15 | 13 | 53,6 | 1º          | Finale NBL         |
| 1940-41  | NBL  | Oshkosh All-Stars | 18 | 6  | 75,0 | 1º          | Campioni           |
| 1941-42  | NBL  | Oshkosh All-Stars | 20 | 4  | 83,3 | 1º          | Campioni           |
| 1942-43  | NBL  | Oshkosh All-Stars | 11 | 12 | 47,8 | 3º          | Semifinale         |
| 1943-44  | NBL  | Oshkosh All-Stars | 7  | 15 | 31,8 | 3º          | Semifinale         |
| 1944-45  | NBL  | Oshkosh All-Stars | 12 | 18 | 40,0 | 3º          | -                  |
| 1945-46  | NBL  | Oshkosh All-Stars | 19 | 15 | 55,9 | 2º          | Finale di division |
| 1946-47  | NBL  | Oshkosh All-Stars | 28 | 16 | 63,6 | 1º          | Finale di division |
| 1947-48  | NBL  | Oshkosh All-Stars | 29 | 31 | 48,3 | 3º          | Primo turno        |
| 1948-49  | NBL  | Oshkosh All-Stars | 37 | 27 | 57,8 | 1º          | Finale NBL         |

## Palmarès
Titoli NBL: 2 (record condiviso con Akron Firestone Non-Skids e Fort Wayne Zollner Pistons)
1941, 1942
Titoli di Division NBL (Playoffs): 4 (record)
1938, 1939, 1940, 1949
Titoli di Division NBL: 7 (record)
1937-1938, 1938-1939, 1939-1940, 1940-1941, 1941-1942, 1946-1947, 1948-1949
World Professional Tournament: 1
1942